# Vladimír Ráž

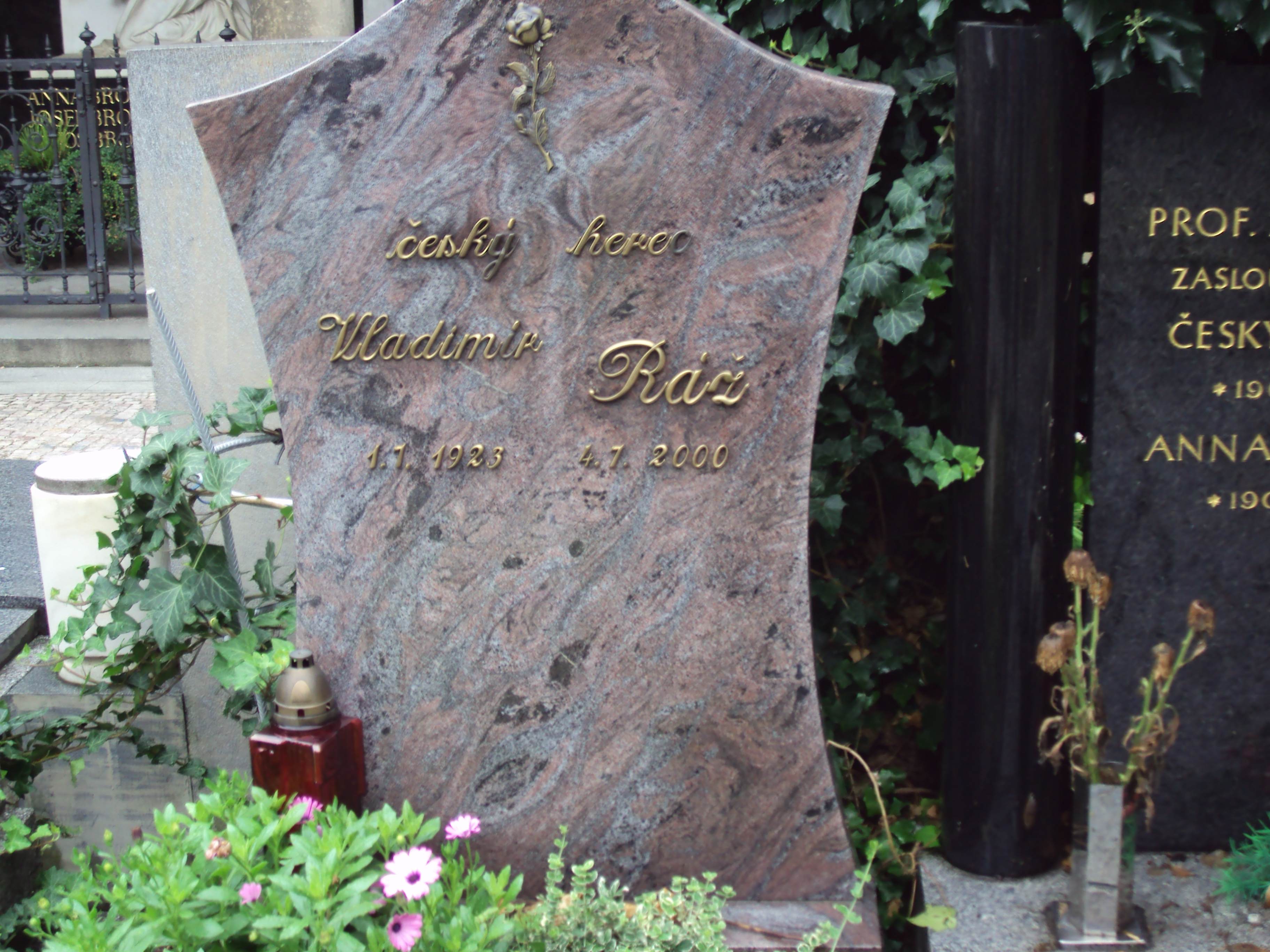
Hrob na Vyšehradském hřbitově

Vladimír Ráž (1. července 1923 Nejdek – 4. července 2000 Praha) byl český herec.

## Život
Maturoval na smíchovském reálném gymnáziu. V letech 1942 až 1947 (s přerušením činnosti konzervatoře ke konci okupace) absolvoval dramatické oddělení pražské konzervatoře. V letech 1947 až 1949 byl členem Realistického divadla Zdeňka Nejedlého, v letech 1949–1951 Divadla státního filmu, následně v letech 1951–1954 hrál v Hudebním divadle v Karlíně. Od roku 1954 byl členem činohry Národního divadla v Praze.
Byl třikrát ženatý. Jeho první ženou byla herečka Alexandra Myšková (* 1922), se kterou měl syna Martina a Davida (ten zemřel na syndrom náhlého úmrtí v 8 měsících života). V roce 1970 emigrovala se synem Martinem do Norska.
Jeho druhou manželkou byla jeho herecká partnerka v pohádce Pyšná princezna – Alena Vránová (* 1932), se kterou měl dceru Markétu. Jeho třetí manželkou byla Olga Hnátková, se kterou měl dceru Veroniku (* 1980).
Ještě 6. října 1998 vystupoval ve Stavovském divadle v derniéře Čechovova Višňového sadu. Tři dny před smrtí natáčel televizní seriál Zdivočelá země. Zemřel doma ve spánku.

## Nejznámější filmové role

### Herec v pohádkách
V roce 1952 hrál postavu krále Miroslava ve známé filmové pohádce Pyšná princezna (spolu se svojí pozdější manželkou Alenou Vránovou). V pohádkovém filmu Byl jednou jeden král… z roku 1954 v roli rybáře, nápadníka princezny Marušky. Ve filmu Hrátky s čertem z roku 1956 představoval čerta doktora Solferna.

### Historické postavy
Často představoval postavy z československé národní historie jako Josef Božek, Josef Václav Frič, Jan Janský, Jan Sladký Kozina, František Ženíšek, Karol Šmidke, Sergěj Ingr, Hubert Ripka). Předurčoval jej k tomu jeho kultivovaný herecký projev, noblesa hereckého projevu, jakož i velmi dobrá jevištní řeč.

## Rozhlas a televize
Spolupracoval také s televizí a rozhlasem, nejznámější jsou role v televizních seriálech Sňatky z rozumu, Byl jednou jeden dům, 30 případů majora Zemana a Zdivočelá země. Jeho nezaměnitelný podmanivý hlas lze zaslechnout také z dabingu, především u amerického herce Lexe Barkera v roli Old Shatterhanda.

## Ostatní aktivity
Byl profesorem Pražské konzervatoře.

## Ocenění
- 1971 zasloužilý člen ND
- 1984 titul zasloužilý umělec
- 1997 Cena Františka Filipovského za celoživotní mistrovství

## Divadelní role, výběr
- 1950 V+W: Nebe na zemi, Jupiter, Divadlo čs. státního filmu v Karlíně, režie Jiří Frejka
- 1954 K. Čapek: Loupežník, hlavní role (alternace Karel Höger), Tylovo divadlo, režie Alfréd Radok
- 1959 W. Shakespeare: Hamlet, Laertes (alternace Bořivoj Navrátil), ND, režie Jaromír Pleskot
- 1965 V. Nezval: Dnes ještě zapadá slunce nad Atlantidou, Vladař, ND, režie Vítězslav Vejražka
- 1974 E. Rostand: Cyrano z Bergeracu, Hrabě de Guiche (alternace Miroslav Doležal), Tylovo divadlo, režie Miroslav Macháček
- 1978 B. Brecht: Zadržitelný vzestup Artura Uie, Sheet (alternace Bedřich Prokoš), Tylovo divadlo, režie Jaromír Pleskot
- 1981 M. Gorkij: Letní hosté, Jakov Šalimov, Tylovo divadlo, režie Ľubomír Vajdička
- 1984 B. Brecht: Život Galileiho, Kardinál Bellarmin, ND, režie Václav Hudeček
- 1987 O. Daněk: Vy jste Jan, Stanislav ze Znojma, Nová scéna, režie Václav Hudeček
- 1993 H. Ibsen: Divoká kachna, Továrník Werle (alternace Jiří Adamíra), Stavovské divadlo, režie Ivan Rajmont
- 1996 A. P. Čechov: Višňový sad, Firs (alternace Jiří Vala, Leoš Suchařípa), Stavovské divadlo, režie Ivan Rajmont

## Rozhlasové role
- 1950 William Shakespeare: Sen noci svatojánské, režie: Josef Bezdíček. Hráli: Václav Voska (Lysandr), Vladimír Ráž (Demeteus), František Filipovský (Klubko), Antonín Jedlička (Pískálek), Josef Hlinomaz (Tlamička), Alexandra Myšková (Hermie), Drahomíra Hůrková (Helena), Vítězslav Vejražka (Oberon), Jaroslava Adamová (Puk). Hudba: Václav Trojan.[6]
- 1991 – Jules Verneː Matyáš Sandorf, rozhlasová hra, autor: Zdeněk Kovář, překlad: Zdeněk Hobzík, režie: Ivan Holeček, Český rozhlas[7]
- 1999 Dmitrij Sergejevič Merežkovskij: Leonardo da Vinci, desetidílný rozhlasový seriál. Z překladu Anny Teskové připravil dramatizaci Roman Císař, v dramaturgii Jany Paterové režírovala Markéta Jahodová. Osoby a obsazení: Leonardo da Vinci (Viktor Preiss), Giovanni /Antonio/ Boltraffio (Tomáš Petřík), Cipriano Buonaccorsi (Karel Pospíšil), Grillo (Stanislav Fišer), Antonio da Vinci (Rostislav Čtvrtlík), Giorgio Merula (Vladimír Ráž), Strocco (Pavel Pípal), Faustino (Rudolf Kvíz), Girolamo Savonarola (Jiří Zahajský), Cesare da Sesto (Vladimír Dlouhý), Salaino, vl.jm. Gian Giacomo Caprotti (Jan Hrubec), Marco d'Oggione (Zdeněk Hruška), Mona Cassandra (Lenka Krobotová), Zoroastro (Alois Švehlík), dvorní topič (Steva Maršálek) a další. Hudba: Lukáš Matoušek.[8]

## Filmografie, výběr

### Film
- Revoluční rok 1848 – 1949 (postava: Josef Václav Frič)
- Němá barikáda – 1949
- Pára nad hrncem – 1950
- Mikoláš Aleš – 1951
- Dovolená s Andělem – 1952
- Pyšná princezna – 1952 (postava: král Miroslav)
- Tajemství krve – 1953 (postava: MUDr. Jan Janský)
- Stříbrný vítr – 1954 (postava: profesor Ramler)
- Byl jednou jeden král… – 1954 (postava: rybář, nápadník princezny Marušky)
- Jan Žižka – 1955
- Psohlavci – 1955 (postava: Jan Sladký Kozina)
- Hrátky s čertem – 1956 (postava: čert Dr. Solfernus)
- Tam na konečné – 1957
- Občan Brych – 1958
- Dnes naposled – 1958
- Morálka paní Dulské – 1958
- První parta – 1959
- Letiště nepřijímá – 1959
- Romeo, Julie a tma – 1959
- Valčík pro milión – 1960
- Tereza – 1961
- Rusalka – 1962 (postava: princ)
- 1967 Na Žižkově válečném voze
- 1970 Radúz a Mahulena – role: Radovid, Radúzův sluha
- 1974 Hvězda padá vzhůru
- Sokolovo – 1974 (generál: Sergěj Ingr)
- Rukojmí v Bella Vista – 1976 (postava: MUDr. Veselý)
- Komunisté – 1977 (postava: Karol Šmidke)
- Vojáci svobody I.–IV. – 1977 (postava: Karol Šmidke)
- Vítězný lid – 1976 (postava: Dr. Hubert Ripka)
- Tichý Američan v Praze – 1977 (postava: major Brauer)
- Všichni proti všem – 1977
- Trasa – 1978
- Romaneto – 1980
- Divoká srdce – 1990
- Velké přání – 1981
- Příhody pana Příhody – 1982

### Televize
- 1967 Deštník (TV inscenace povídky) – role: pan Orrey
- 1968 Vo modrým ptáčku (TV pohádka) – role: ptačí král
- 1968 Sňatky z rozumu (seriál) – role: Jan Born
- 1971 Rozsudek (TV seriál) – role: komisař Eberhardt
- 1971 Mrtvý princ (TV pohádka) – role: král
- 1971 F. L. Věk (seriál) – role: ředitel orchestru Johann Josef Strobach (3. díl: První láska, 4. díl: Mozartovy dvacetníky)
- 1974 Byl jednou jeden dům (seriál) – role: Hector Nerudný
- 1978 Králova žena (TV inscenace povídky Jacka Londona) – role: Malemute Kid
- 1978 Zákony pohybu (TV seriál)
- 1981 Okres na severu (TV seriál)
- Zdivočelá země I. a II. (seriál) – role: Chvojík
- Splynutí duší
- Modlitba pro Kateřinu Horovitzovou
- 30 případů majora Zemana (TV seriál) – role: MUDr. Veselý
- 1986 Zlá krev (TV seriál) – role: Jan Born
- Noční návštěva